# Enrique Uriburu
Enrique Casiano Uriburu (Buenos Aires, 1 de agosto de 1876 - íd., 17 de junio de 1936) fue un abogado y escritor argentino, que ejerció como presidente del Banco de la Nación Argentina y como ministro de Hacienda de su país durante la dictadura de su primo, el general José Félix Uriburu.

## Biografía
Casado con la hija del presidente Manuel Quintana, su primo el general José Félix Uriburu lo nombró en abril de 1931 Ministro de Hacienda de la dictadura instaurada el año anterior. Se limitó a llevar adelante una gestión orientada a disminuir los gastos, en un contexto signado por la Gran Depresión. Presentó el primer proyecto para la creación del Banco Central de la República Argentina, de carácter privado y que adquiriría parte de los activos del Banco de la Nación Argentina. El proyecto fue interpretado como una medida para sanear las finanzas públicas a expensas de los particulares.
Tras su paso por la función pública fue profesor de economía en la Universidad de Buenos Aires. Colaboró con Raúl Prebisch en la formulación de un “Plan de Acción Económica Nacional”, el primer plan económico intentado en la Argentina que buscaba la expansión del mercado interno como impulsor del crecimiento económico.